# Rigodón
El rigodón es una danza de origen francés, de los siglos XVI y XVII, de ritmo binario y cuya invención se atribuye a Rigaud, del que no se conocen más detalles al respecto.

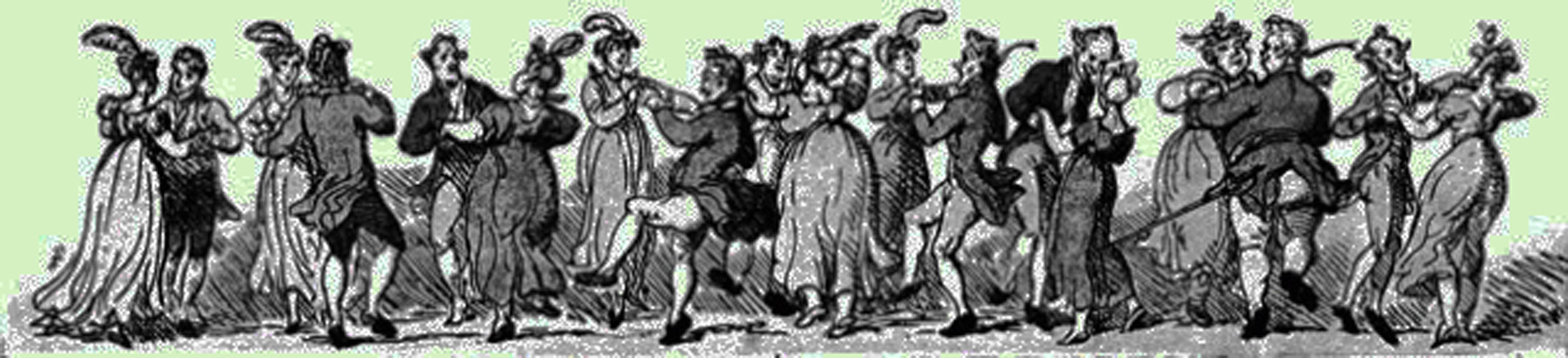
Rigodón, caricatura de Rowlandson, en 1790

Es una especie de contradanza que se baila entre dos o más parejas con variedad de figuras. El aire es a dos tiempos y se divide en dos retornos fraseados de cuatro en cuatro compases empezando por la última nota del segundo tiempo. El paso se efectúa en el primer lugar sin avanzar, retroceder ni ladear por más que las piernas ejecuten muchos movimientos.
Al convertirse en una danza de moda en la corte francesa durante el siglo XVII, se incorporó en los espectáculos escénicos de Lully y Rameau. En el siglo XVIII se incluía en ocasiones en la suite alemana.

## Galería de imágenes

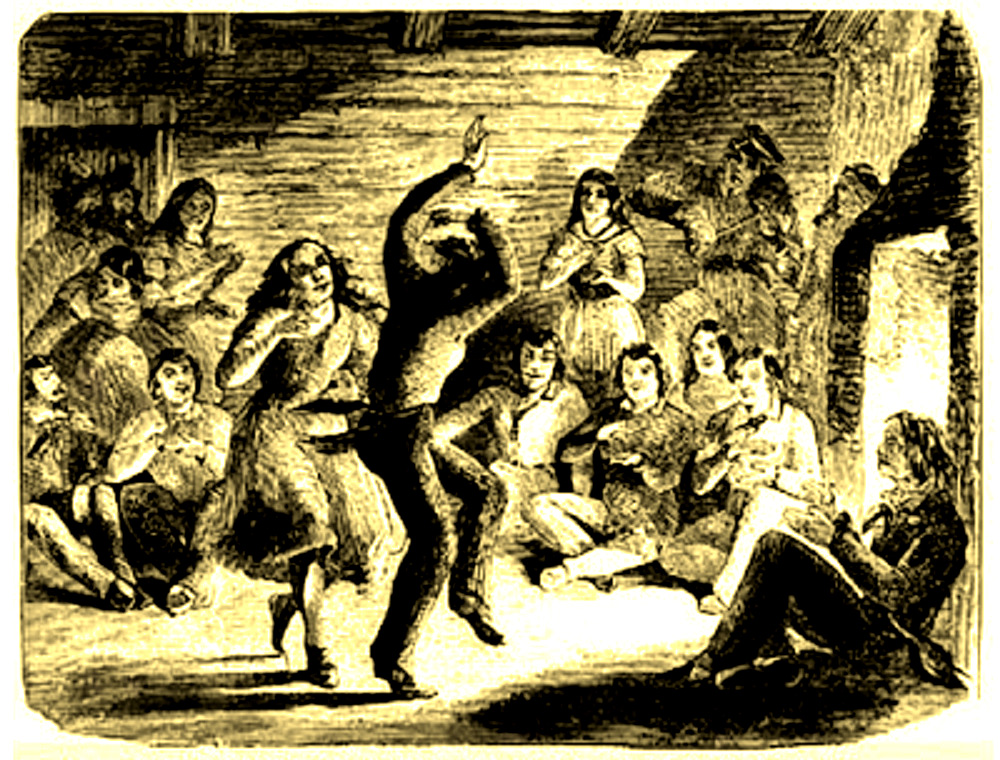
Rigaudon, danse paysanne
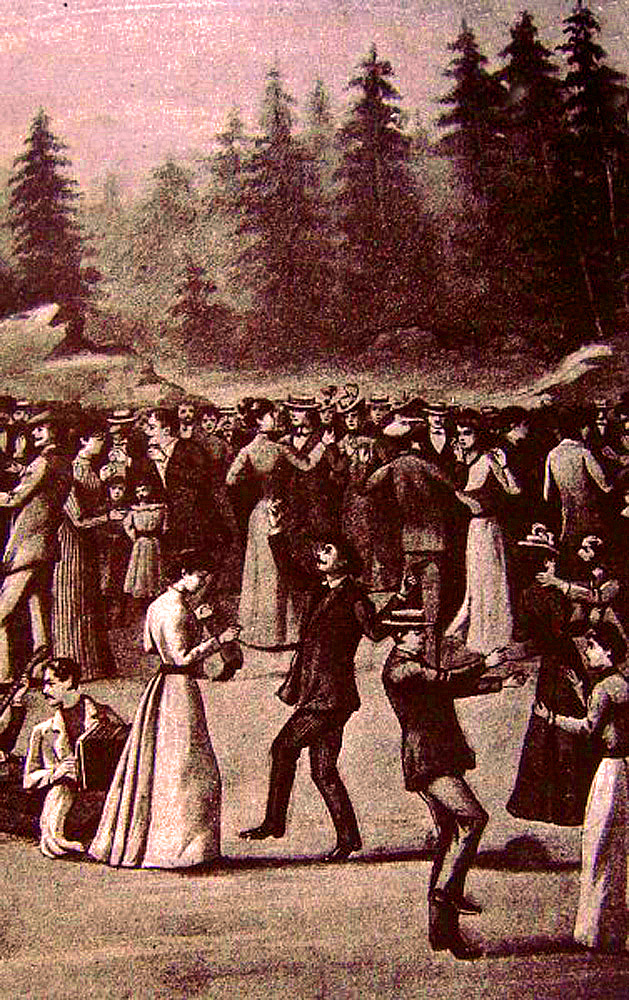
Rigodon, durante un baile popular en Dauphiné
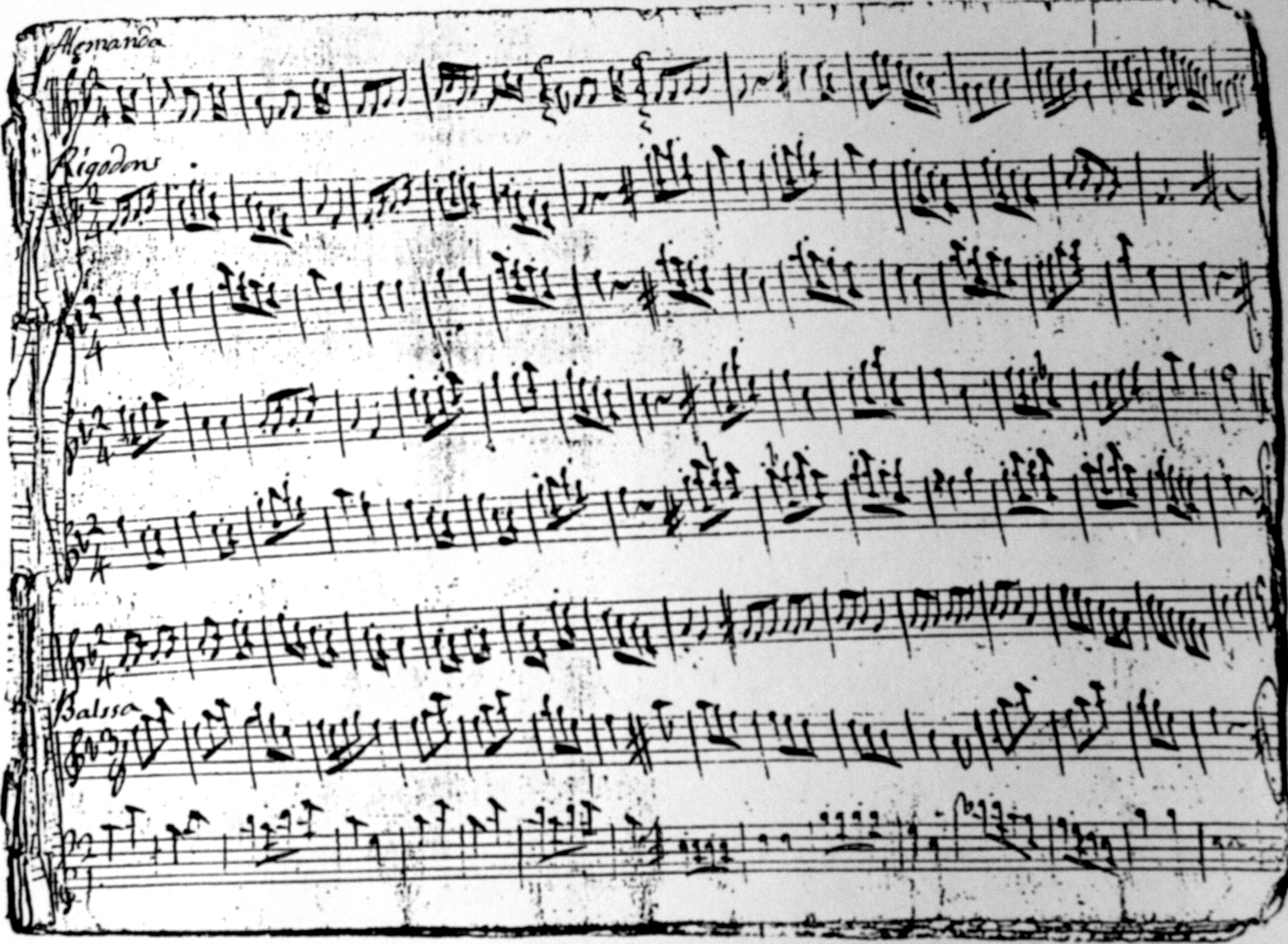
Rigodon i alemanda en un manuscrito catalán (quadern de llibertats d'orgue) de ca. 1820
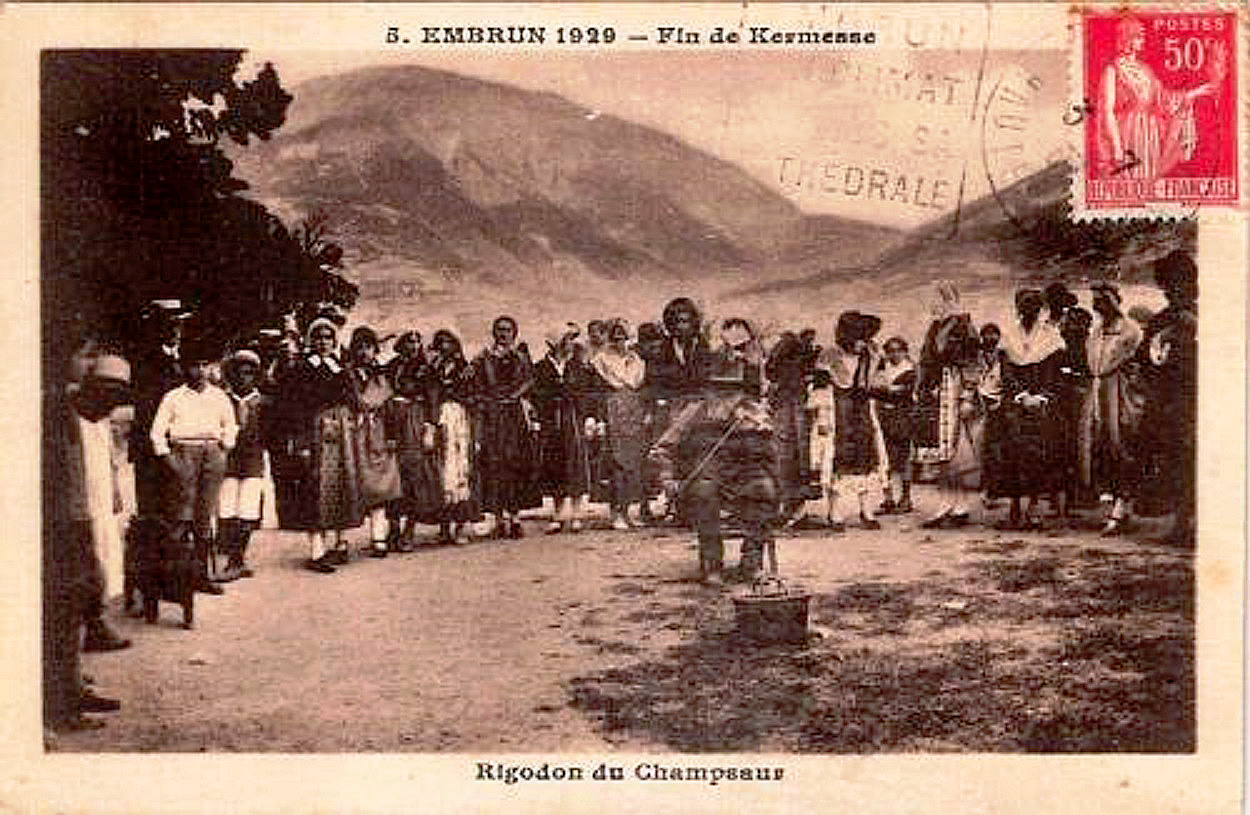
Rigodon del Champsaur, 1929